# Salvadora persica
Salvadora persica är en tvåhjärtbladig växtart som beskrevs av Carl von Linné. Salvadora persica ingår i släktet Salvadora och familjen Salvadoraceae. Växten är ibland känd som tandborstträd på grund av dess användning som primitiv tandborste. Dessa tandborstar tillverkas av uppruggade kvistar av växten och är kända som miswak, siwak eller tuggpinnar. Bruket av miswak är mångtusenårigt och väl spritt än på 2000-talet i delar av Afrika och Asien.

## Underarter
Arten delas in i följande underarter:
- S. p. angustifolia
- S. p. crassifolia
- S. p. cyclophylla
- S. p. indica
- S. p. parviflora
- S. p. pubescens
- S. p. tuticornica
- S. p. villosa

## Bildgalleri

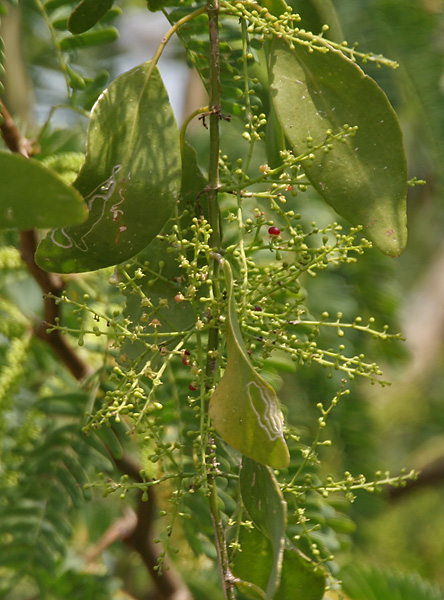
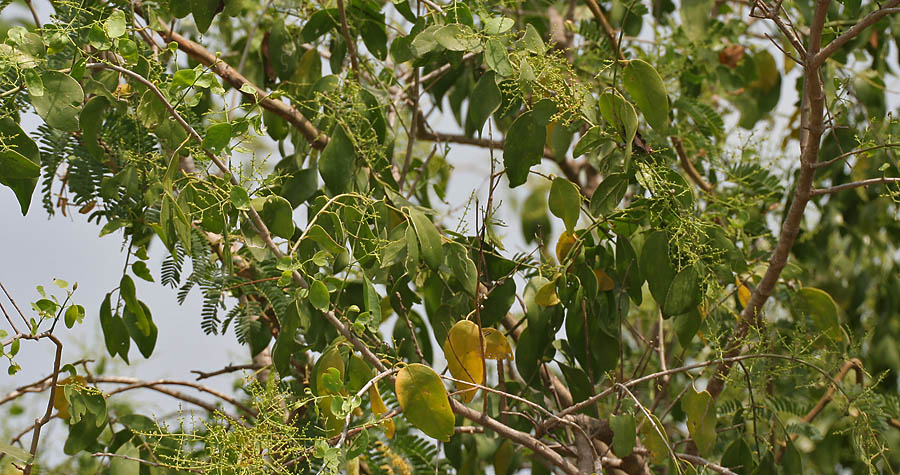
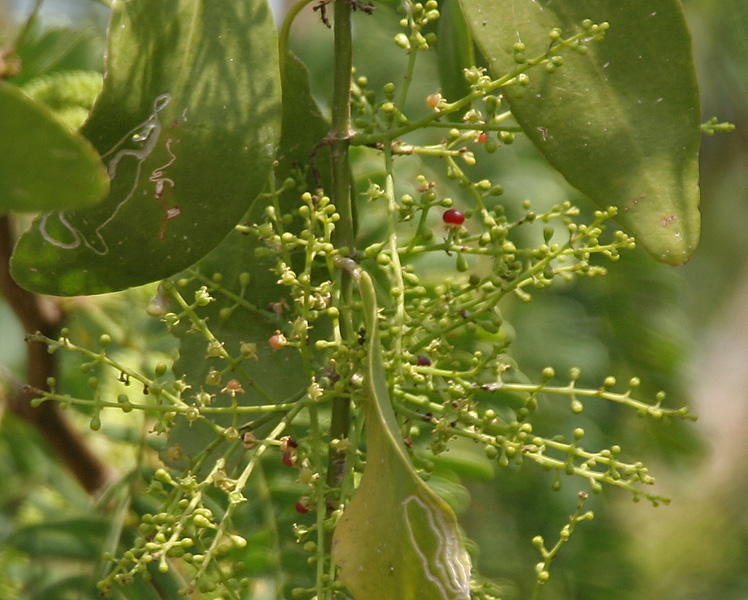
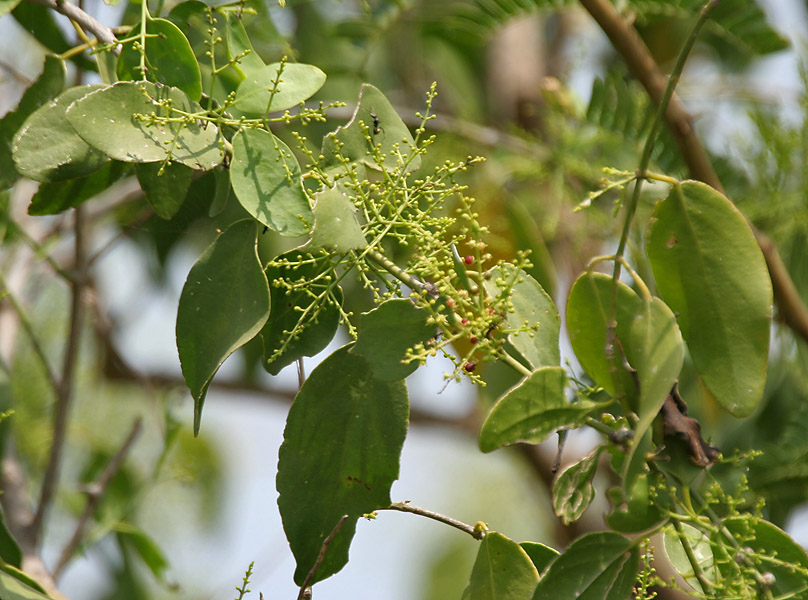
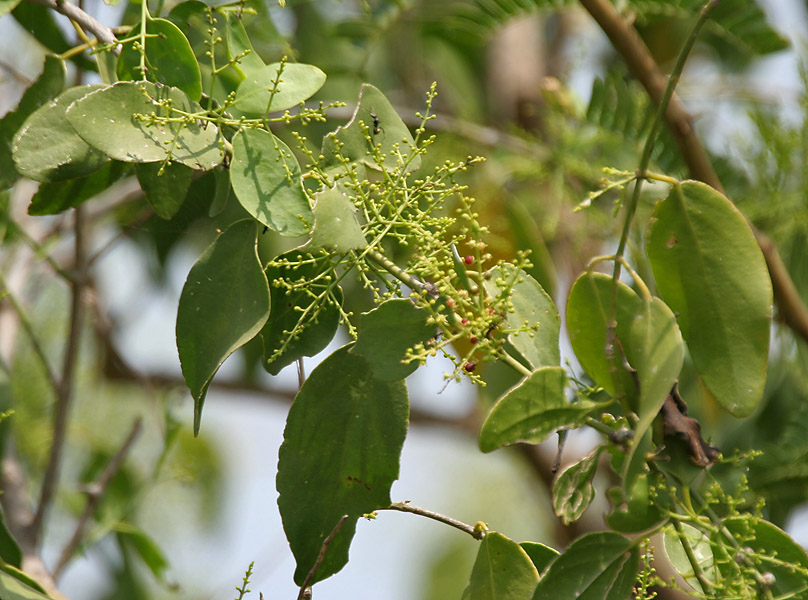
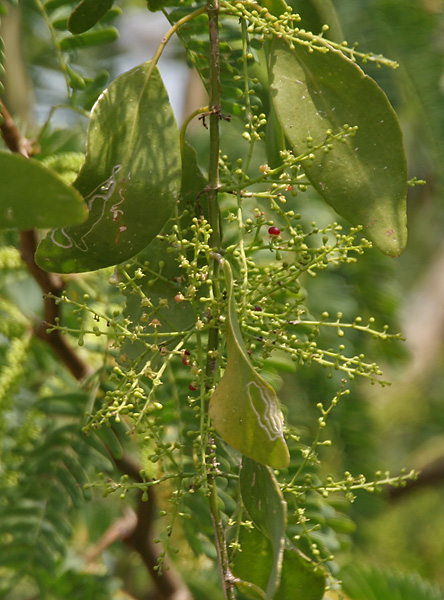